# Wajdi Mouawad
Wajdi Mouawad (Beirut, Líbano, 16 de octubre de 1968) es un escritor, actor y director de teatro canadiense de origen libanés, nacido en el seno de una familia libanesa cristiano-maronita. Sus padres huyeron de Líbano a París, Francia, en 1977 a causa de los conflictos civiles que asolaron el país hasta los años noventa del siglo XX. Cinco años más tarde, en 1983, se establecieron en Quebec.
Es diplomado en 1991 por la Escuela Nacional de Teatro de Canadá. De 2000 a 2004, dirige el Teatro de Quat'Sous de Montreal y en 2005, funda las compañías de creación "Au carré de l'hypoténuse", en Francia, y "Abé carré cé carré" en Montreal con Emmanuel Schwartz.
Alcanzó renombre internacional tras el éxito de su tetralogía Le sang des promesses (Forêts, Littoral, Incendies, Ciels), escrita y dirigida por él.
En 2009, fue el artista asociado del Festival de Aviñón y recibió el Gran premio del teatro de la Academia francesa por el conjunto de su obra dramática. De 2007 a 2012 fue director artístico del Teatro Francés del National Arts Center (NAC) (en inglés) o Centre National des Arts (CNA) (en francés) de Ottawa. En aquellos años, fue asociado del Espace Malraux de Chambéry (Francia) con su compañía francesa, Au carré de l’hypoténuse, creada en 2005 a la vez que su compañía quebequense, Abé Carré Cé Carré. Fue artista asociado del teatro Le Grand T de Nantes (Francia) a partir de 2012, y desde abril de 2016 es el director del teatro nacional de la Colline, en París.

## Como escritor

### Obras de teatro
- Alphonse, Leméac, 1996
- Les mains d'Edwige au moment de la naissance, Leméac, 1999
- Littoral, coedición Leméac/Actes Sud-Papiers, 1999, 2009.  Edición española de Eladio de Pablo publicada por KRK.
- Pacamambo, Actes Sud-Papiers Junior, 2000
- Rêves, coedición Leméac/Actes Sud-Papiers, 2002
- Incendies, coedición Leméac/Actes Sud-Papiers, 2003, 2009. Edición española de Eladio de Pablo publicada por KRK.
- Willy Protagoras enfermé dans les toilettes, Leméac, 2004
- Forêts, coedición Leméac/Actes Sud-Papiers, 2006.  Edición española de Eladio de Pablo publicada por KRK.
- Assoiffés, coedición Leméac/Actes Sud-Papiers, 2007
- Le soleil ni la mort ne peuvent se regarder en face, coedición Leméac/Actes Sud, 2008
- Seuls - Chemin, texte et peintures, Leméac/Actes Sud, 2008, ISBN 978-2-7427-7986-4
- Ciels, Actes Sud, 2009, ISBN 978-2-7427-8381-6.  Edición española de Eladio de Pablo publicada por KRK.
- Journée de noces chez les Cromagnons, coedición Leméac/Actes Sud-Papiers, 2011, ISBN 978-2-7427-9612-0
- Sœurs, coedición Leméac/Actes Sud-Papiers, 2015 (ISBN 978-2-330-04701-6)
- Une chienne, Actes Sud-Papiers, 2016 (ISBN 978-2-330-06034-3)
- Inflammation du verbe vivre, Actes Sud-Papiers, 2016 (ISBN 978-2-330-06035-0)
- Les Larmes d’Œdipe, Actes Sud-Papiers, 2016 (ISBN 978-2-330-06037-4)
- Victoires, Actes Sud-Papiers, 2017 (ISBN 978-2-330-07248-3)

### Obras radiofónicas
- Loin des chaises
- Wilfrid
- William M.
- Le Chevalier
- Dans la cathédrale
- Les trains hurlent quand on tue
- Les Etrangers du bord du monde

### Novelas
- Visage retrouvé, coedición Leméac/Actes Sud, 2002
- Un obus dans le cœur, Actes Sud Junior-Leméac, 2007
- Anima, Actes Sud, 2012

## Como director de escena
- 1992 : Al Malja y L’Exil de Naji Mouawad (hermano de Wajdi Mouawad)
- 1992 : Macbeth de Shakespeare
- 1994 : Le Tour du monde de Joe Maquillon de Ghislain Bouchard
- 1995 : Tu ne violeras pas de Edna Mazia
- 1995 : Don Quijote de Miguel de Cervantes
- 1997 : Littoral
- 1998 : Willy Protagoras enfermé dans les toilettes
- 1998 : Trainspotting de Irvine Welsh
- 1998 : Edipo rey de Sófocles
- 1999 : Disco Pigs de Enda Walsh
- 1999 : Les Troyennes de Euripide
- 1999 : Littoral, Festival de Aviñón
- 2000 : Rêves
- 2000 : Ce n'est pas la manière dont on se l'imagine que Claude et Jacqueline se sont rencontrés, escrito en colaboración con Estelle Clareton
- 2000 : Lulu le chant souterrain de Frank Wedekind
- 2000 : Reading Hebron de Jason Sherman
- 2001 : El cordero y la ballena de Ahmed Ghazali
- 2001 : Seis personajes en busca de autor de Luigi Pirandello
- 2001 : Manuscrito encontrado en Zaragoza, ópera de Alexis Nouss
- 2002 : Las tres hermanas de Anton Chéjov
- 2003 : Incendies
- 2005 : Ma mère chien de Louise Bombardier
- 2006 : Forêts
- 2007 : Incendies, en ruso, Teatro Et Cetera Moscú
- 2008 : Seuls, Festival de Aviñón
- 2009 : Littoral, Incendies, Forêts la trilogía, Festival de Aviñón
- 2009 : Ciels, Festival de Aviñón
- 2010 : Ciels, Odéon-Théâtre de l'Europe, Ateliers Berthier, París
- 2010 : Littoral, Incendies, Forêts la trilogía, Théâtre national de Chaillot
- 2010 : Seuls Le Quartz
- 2011 : Temps Théâtre d'Aujourd'hui
- 2011 : Des femmes - Las Traquinianas, Antígona, Electra de Sófocles
- 2013 : Des héros - Áyax, Edipo rey de Sófocles (Le Grand T, Nantes)
- 2014 : Sœurs, (Le Grand T, Nantes)
- 2015 : Le Dernier Jour de sa vie - sept tragédies de Sophocle (Festival Au Carré du Manège en el marco de Mons 2015 - capital europea de la cultura)
- 2016 : Des Mourants - Inflammation du verbe vivre inspirado en Filoctetes, Les Larmes d'Œdipe basado en Edipo en Colono (Teatro Nacional de Chaillot, París)
- 2017 : Tous des oiseaux, Teatro nacional de la Colline
- 2018 : Notre innocence, Teatro nacional de la Colline
- 2021 : Mère, Teatro nacional de la Colline

## Cine
- 2004 : Littoral, realizado por Wajdi Mouawad
- 2010 : Incendies, Denis Villeneuve. La película compitió por el Óscar a la mejor película extranjera en los premios Oscar de 2011.

## Condecoraciones
- 1998 : Premio a la mejor producción teatral de Montreal otorgado por la Asociación Quebequense de los Críticos de Teatro por Willy Protagoras enfermé dans les toilettes
- 2000 : Premio Literario del Gobernador general de Canadá, en la categoría teatro, por Littoral
- 2002 : Caballero de la Orden de las Artes y las Letras de Francia
- 2004 : Premio Jacqueline-Déry-Mochon, Canadá
- 2004 : Premio SACD de la francofonía por el conjunto de su obra
- 2005 : Premio Molière al mejor autor francófono, que rechaza por negarse a competir contra otros dramaturgos pero que dedica a todos los dramaturgos que envían obras a los teatros donde nadie las lee.[3]
- 2009 : Oficial de la Orden de Canadá
- 2014 : Premio Llibreter de narrativa en la categoría de otras literaturas otorgado por el Gremio de Libreros de Cataluña por la novela Ánima

## Wajdi Mouawad en España
• 2008 : Incendies, en el Teatro Español bajo la dirección del propio Mouawad y fruto del trabajo de su compañía Théâtre Abé Carré Cé Carré. 
• 2009 : TRANSITion, de la compañía leridana Efímer, inspirada en la obra de Mouawad Le soleil ni la mort ne peuvent se regarder en face y coproducida junto con la compañía alemana Pan.Optikum.
• 2010 : Reposición de Incendies en Matadero, Madrid.
• 2010 : Assoiffés, de mano de la compañía Thèatre Le Clou y Littoral, montaje nuevamente dirigido por Mouawad y con producción del Espace Malraux Scéne nationale de Chambéry et de la Savoie, que fue presentada en el Teatro Valle-Inclán dentro del ciclo Una mirada al mundo.
• 2011 : Proyecto Sófocles, presentado en el Festival Grec.
• 2012 : Incendis, llevada a escena bajo la dirección de Oriol Broggi en el Teatre Romea de Barcelona.
• 2013 : TRANSITion, en una creación de Sigrun Fritsch producida por Pan.Optikum y presentada en Las Palmas de Gran Canaria dentro de la programación de Temudas Fest.
• 2013 : Seuls, dirigida e interpretada por Mouawad y con su compañía Au Carré de l’Hypoténuse, fue estrenada ese mismo año en el Teatro Valle-Inclán de Madrid dentro del ciclo Una mirada diferente.
• 2013 : Litoral, presentada en Barcelona, esta vez de la mano de Raimon Molins.
• 2014 : Cels, dirigida por Oriol Broggi y producida por La Perla 29 en el Teatre Biblioteca de Catalunya.
• 2014 : Un obús en el corazón, montaje de la compañía L’Om-Imprebís. Monólogo interpretado por Hovik Keuchkerian y dirigido por Santiago Sánchez.
• 2015 : Sœurs, dirigida por Mouawad y presentada en el Festival Grec.
• 2016 : Sedientos, de la Compañía Ferroviaria, dirigido por Paco Macià y estrenado en el Centro Párraga de Murcia.
• 2016 : Incendios, dirigida por Mario Gas y producida por Ysarca.
• 2016 : Les Larmes d’ Œdipe e Inflammation du verbe vivre dentro del ciclo Una mirada al mundo se presentaban en el Teatro Valle-Inclán de Madrid.
• 2016 : Un obús al cor, dirigida por Oriol Broggi junto con Ferran Utze en el Teatre Biblioteca de Catalunya y con Ernest Villegas interpretando este monólogo traducido al catalán por Ramon Vila.
• 2017 : Boscos, dirigida por Oriol Broggi.
• 2018 : Notre Innocence, dirigida por Mouawad y presentada en el Teatro Valle-Inclán dentro del ciclo Una mirada al mundo.
• 2022 : Sœurs, dirigida por Mouawad y representada en los Teatros del Canal.
• 2024: Todos Pájaros, dirigida por Mario Gas y estrenada en Madrid. En marzo de 2025 esta misma obra se estrena en el teatro del Soho en Málaga

## Recepción de Mouawad en España
En el año 2008, Javier Vallejo, en su crítica para El País diría: «Sigan a este hombre. […] Además de un extraordinario director de escena, Mouawad es poeta y filósofo a su manera, como Sófocles, Shakespeare y Calderón. Incendies tiene el grosor de los clásicos». Sobre el montaje Incendis que sería llevado a escena bajo la dirección de Oriol Broggi y la interpretación de Clara Segura, Julio Manrique, Xavier Boada, Màrcia Cisteró, Claudia Font, Xavier Ricart y Xavier Ruano, en el Teatre Romea de Barcelona (en un montaje con escenografía de Oriol Broggi y Sebastià Brosa, vestuario de Berta Riera y Bàrbara Glaenzel, iluminación de Albert Faura y espacio sonoro de Oriol Broggi), dijo Joan-Anton Benach [2012] para La Vanguardia que era «espléndido, conmovedor, dotado de una agilidad expositiva admirable», «uno de los monumentos más impresionantes de la temporada» y Marcos Ordóñez [2012] para El País: «Ni una sola escena de relleno, ni una bajada de tensión: aquí todo quema, y cada llama genera la siguiente. […] Hay que celebrar por todo lo alto que la compañía de Broggi haya abordado y producido esta gran aventura, y que un teatro privado les haya abierto sus puertas». En la puesta en escena del año 2014 de la compañía L’Om-Imprebís de Un obús en el corazón, monólogo interpretado por Hovik Keuchkerian y dirigido por Santiago Sánchez (con escenografía de Dino Ibáñez, vestuario de Elena Sánchez Canales, iluminación de Rafael Mojas, sonido de José Luis Álvarez y audiovisuales de David Bernués), diría Javier Vallejo [2014] en El País sobre este montaje que «con Un obús en el corazón, Mouawad devuelve el teatro a la edad de oro de la narración oral».